# Mont Orgueil
El Mont Orgueil és un castell a Jersey, que té vistes al port de Gorey. També es coneix com el Gorey Castle (castell de Gorey) pels anglosaxons, i lé Vièr Châté (Castell Vell) pels locals Jèrriais.
El lloc havia estat fortificat en l'època prehistòrica, però la construcció del castell es va produir després de la divisió del Ducat de Normandia l'any 1204. El castell va ser esmentat per primera vegada l'any 1212.
El vell castell va continuar sent utilitzat com l'única presó de l'illa fins a la construcció d'una presó a St. Helier, al final del segle xvii. La Corona anglesa va trobar convenient enviar a Mont Orgueil a "agitadors molests" com William Prynne i John Lilburne, lluny del regne d'Anglaterra. Els regicides Thomas Waite, Henry Smith, James Temle, Hardress Waller i Gilbert Millington van ser traslladats a Mont Orgueil l'any 1661.
En un estat virtualment en ruïnes al moment del seu lliurament a la gent de Jersey per la Corona el 28 de juny de 1907, Mont Orgueil va ser gestionat com un museu des de 1929, encara que durant l'ocupació de l'Alemanya Nazi a la Segona Guerra Mundial (1940-1945) les forces invasores es van establir al castell i van afegir fortificacions modernes camuflades per barrejar-se amb les estructures existents.